# Rebelião de Ili
Rebelião de Ili (chinês tradicional: 伊寧事變, chinês simplificado: 伊宁事变, pinyin: Yīníng shìbiàn) foi uma revolta apoiada pelos soviéticos contra o governo Kuomintang da República da China em 1944. Após a rebelião, os rebeldes estabeleceram o Governo Provisório da Segunda República do Turquestão Oriental em 1944.